# Gliszcz
Gliszcz (niem. Grenzdorf) – wieś w Polsce położona w województwie kujawsko-pomorskim, w powiecie bydgoskim, w gminie Sicienko.

## Podział administracyjny
W latach 1975–1998 miejscowość administracyjnie należała do województwa bydgoskiego.

## Położenie
Sołectwo graniczy z sołectwem Murucin, od wschodu z sołectwem Trzemiętowo, od południa z sołectwem Sicienko, od południowego zachodu i od zachodu z sołectwem Samsieczno. Najbardziej wysunięty na zachód teren sołectwa stanowi granicę gminy Sicienko z gminą Mrocza, jak również granicę powiatu bydgoskiego.

## Demografia
Według Narodowego Spisu Powszechnego (III 2011 r.) miejscowość liczyła 285 mieszkańców. Jest czternastą co do wielkości miejscowością gminy Sicienko.

## Sport
Sołectwo Gliszcz reprezentuje drużyna halowej piłki nożnej Gospoda Gliszcz grająca w Halowej lidze Sicienka.

## Dawne cmentarze
Na terenie wsi zlokalizowany jest nieczynny cmentarz ewangelicki.